# Sewerian
Sewerian – imię męskie pochodzenia łacińskiego pochodzące od słowa severus – surowy, srogi. Jednym z patronów tego imienia jest św. Sewerian z Cezarei.
Sewerian imieniny obchodzi 23 stycznia, 21 lutego, 20 kwietnia, 9 września i  8 listopada.
Znane osoby noszące imię Sewerian:
- Sewerian – męczennik z IV w., spalony w Neocezarei Maurytańskiej
- Seve Ballesteros, właśc. Severiano Ballesteros Sota – hiszpański profesjonalny golfista

Postacie fikcyjne noszące imię Sewerian:
- Sewerian - główny bohater i narrator Księgi Nowego Słońca Gena Wolfa.